# جودا أكبر (فلم)
جودا أكبر (بالإنجليزية: Jodhaa Akbar) هو فيلم درامي تاريخي ملحمي هندي صدر يوم 15 فبراير عام 2008. الفيلم من إنتاج وإخراج أشوتوش جواريكر وبطولة كل من هريتيك روشان وآيشواريا راي في الأدوار الرئيسية.
الفيلم يدور حول قصة الحب بين إمبراطور الإمبراطورية المغولية الإسلامية جلال الدين أكبر (هريتيك روشان) والأميرة الراجبوتية الهندوسية جودا باي (آيشواريا راي). موسيقى الفيلم من تأليف الملحن إيه. آر. رحمان وتم الإفراج عنها في 19 يناير 2008. حصل الفيلم على جائزة الجمهور لأفضل فيلم أجنبي في مهرجان ساو باولو السينمائي الدولي، وجائزتين في مهرجان المنبر الذهبي السينمائي الدولي، كما حصل على سبعة جوائز من جوائز الشاشة وخمسة جوائز فيلمفير بالإضافة إلى ترشيحين لجوائز السينما الآسيوية.

## القصة
جودا أكبر هو قصة حب في القرن السادس عشر حول الزواج السياسي بين الإمبراطور المغولي جلال الدين محمد أكبر والأميرة الراجبوتية جودا، ومن ثم تحول هذا الزواج إلى حب عميق بين الزوجين في ظل المؤامرات والظروف التي يمرون بها.

## طاقم الممثلين
- هريثيك روشان بدور الإمبراطور جلال الدين محمد أكبر
- آيشواريا راي بدور الأميرة جودا
- سونو سود بدور الأمير سوجمال
- كولبهوشان خارباندا بدور الملك بهارمال
- سوهاسيني مولاي بدور الملكة بادماواتي
- رضا مراد بدور شمس الدين أتاغا خان
- بونام سينها بدور الملكة حميدة بانو بيغوم
- راجيش فيفيك بدور جوغتاي خان
- برامود موثو بدور تودار مال
- إيلا آرون بدور مهام أنغا
- ديجفيجاي بوروهيت بدور الأمير باغوان داس
- يوري سوري بدور بايرم خان
- سوريندرا بال بدور الملك أوداي سينغ
- فيشوا اس. بادولا بدور صادر أداسي
- براثميش ميهتا بدور تشاندرابهان سينغ
- شاجي تشودري بدور أدهم خان
- مانافا نايك بدور نيلاكشي
- ديشا فاكاني بدور مادهافي
- عبير أبرار بدور باكشي بانو بيغوم
- إندراجيت ساركار بدور ماهيشداس / بيربال
- أمان داليوال بدور الأمير راتان سينغ
- نيكيتين دهير بدور شريف الدين حسين
- براديب شارما بدور شيخ مبارك
- بالراج بدور الملك بالراج سينغ
- سودانشو هاكو بدور الملك شيمالغاره
- سيد بدر الحسن بدور مولا دو بيازا
- دلناز إيراني بدور سليمة
- تيجبال سينغ راوات بدور نعمة
- شهزور علي بدور الملك هيمو
- أولهاس بارفي بدور الملك مانكيشوار
- جاسي سينغ بدور الملك بهادرا
- راجو بانديت بدور الملك بهاتي
- بهارات كومار بدور الملك تشوهان
- راجيف سيغال بدور الملك فيرات

## الإنتاج
استعان المخرج أشوتوش جواريكر بفريق بحث مؤلف من المؤرخين والعلماء من نيودلهي، عليكره، لكناو، أغرة وجايبور لإرشاده ومساعدته على ابقاء أمور الفيلم دقيقة تاريخياً.
تم استخدام أكثر من 100 حصان، 80 فيلاً، و55 جملاً في الفيلم. أغنية "Azeem O Shan, Shahenshah" ضمت حوالي 1000 راقص وراقصة في الأزياء التقليدية مع السيوف والدروع، وقد تم تصوير الأغنية في موقع كبير في مدينة كارجات. بلغت ميزانية الفيلم في البداية 370 مليون روبية هندية ثم ارتفعت إلى 400 مليون روبية هندية. كان من المقرر أن يتم إصدار الفيلم في يونيو-ديسمبر 2007 ولكن تم تأجيل موعد الإصدار لأسباب غير معروفة.
تم عرض أول اعلان ترويجي تلفزيوني للفيلم في 9 ديسمبر 2007.
تم استخدام الكثير من الذهب ومجوهرات كوندان في الفيلم وجميعها كانت مصنوعة من قبل Tanishq وهي العلامة التجارية البارزة والرائدة في صناعة المجوهرات في الهند. تم استخدام 2 كيلوغرام من الذهب من أجل غمد السيف وحده.

## الإستقبال

### شباك التذاكر
جمع الفيلم في الهند 79.02 كرور (1 كرور = 10 مليون روبية هندية). أما في الخارج فقد جمع الفيلم 7,550,000 مليون دولار أمريكي حيث جمع 2,100,000 دولار في المملكة المتحدة، 3,450,000 دولار في أمريكا الشمالية، 960,000 دولار في الإمارات العربية المتحدة، 450,000 دولار في أستراليا و590,000 دولار في بقية أنحاء العالم.
في النهاية بلغ مجمل ايرادات الفيلم 132.42 كرور أي ما يعادل 28,370,000 مليون دولار أمريكي.

## الموسيقى التصويرية
موسيقى الفيلم التصويرية هي من تأليف الملحن إيه. آر. رحمان وهو التعاون الثالث بين المخرج جواريكر ورحمان بعد فيلمي لاجان: ذات مرة في الهند وسواديس (فيلم). تم إصدار الموسيقى التصويرية في 9 يناير 2008 وإصدار القرص المضغوط في 18 يناير من خلال شركة يو تي في موسيقى. تلقى الألبوم مراجعات ايجابية جداً وأشاد معظم النقاد بالألبوم مصرحين بأنه من أعظم إبداعات رحمان.

### قائمة الأغاني
| #  | عنوان                        | المغني                                  | المدة |
| -- | ---------------------------- | --------------------------------------- | ----- |
| 1. | ""Azeem-O-Shaan Shahenshah"" | محمد إسلام، بوني تشاكرابورتي، مع الجوقة | 5:54  |
| 2. | ""Jashn-E-Bahaara""          | جافيد علي                               | 5:15  |
| 3. | ""Khwaja Mere Khwaja""       | إيه. آر. رحمان                          | 6:56  |
| 4. | ""In Lamhon Ke Daaman Mein"" | سونو نيجام، مادهوشري                    | 6:37  |
| 5. | ""Mann Mohana""              | بيلا شيندي                              | 6:50  |
| 6. | ""Jashn-e-Baharaa""          | موسيقى - ناي                            | 5:15  |
| 8. | ""Khwaja Mere Khwaja""       | موسيقى - أوبوا                          | 3:47  |

.

## وصلات خارجية
- الموقع الرسمي
- جودا أكبر على موقع IMDb (الإنجليزية)
- جودا أكبر على موقع ميتاكريتيك (الإنجليزية)
- جودا أكبر على موقع الموسوعة البريطانية (الإنجليزية)
- جودا أكبر على موقع روتن توميتوز (الإنجليزية)
- جودا أكبر على موقع نتفليكس (الإنجليزية)
- جودا أكبر على موقع قاعدة بيانات الأفلام العربية
- جودا أكبر على موقع ألو سيني (الفرنسية)
- جودا أكبر على موقع Turner Classic Movies (الإنجليزية)
- جودا أكبر على موقع أول موفي (الإنجليزية)
- جودا أكبر على موقع بوكس أوفيس موجو (الإنجليزية)